# Acta de Unión (1707)
El Acta de Unión de 1707 fue una serie de leyes aprobadas por los parlamentos de los reinos de Inglaterra y Escocia, para implementar el Tratado de Unión entre ambos países. Dichas leyes entraron en vigor el 1 de mayo de 1707 y resultaron en la creación del Reino de Gran Bretaña.

## Antecedentes
Si bien los países ya eran gobernados por un monarca en común desde el 24 de marzo de 1603 (con Jacobo I de Inglaterra, primo de la reina Isabel), sus parlamentos e instituciones nacionales seguían siendo independientes entre sí. Existieron intentos en 1606, 1667 y 1689 de unir a los países por medio de leyes, pero estas nunca llegaron a consumar la unión social, económica y cultural que se venía dando desde hacía años. El principal interés de Inglaterra de llevar a cabo la unificación era asegurar la sucesión protestante en el trono, de la forma que señalaba el Acta de Establecimiento de 1701 que excluía a los católicos de asumir como reyes o reinas. Esto era diferente en Escocia, que en 1703 había adoptado la Ley o Acta de Seguridad, que sólo aseguraba la presencia de un monarca protestante, sin que necesariamente fuera el heredero de la casa de Hannover.
Para Escocia tal unión permitiría por un lado utilizar parcialmente los subsidios ingleses para recuperarse de la crisis financiera provocada por el proyecto Darién, un infructuoso intento del Reino de Escocia de establecer una colonia en el istmo de Panamá, y por otro, eliminar las sanciones económicas impuestas por la Ley Extranjera de 1705.

## Tramitación

### Escocia

Bandera del reino de Escocia.

El acta, o tratado como era llamado en Escocia, consistía en 25 artículos, de los cuales 15 se referían a materias económicas. Cada uno de ellos fue votado por separado, y la discusión acerca de varias normas fue delegada a comisiones especializadas. El artículo primero se fundaba en el principio político de la unificación de las coronas y fue aprobado el 4 de noviembre de 1706. Con el fin de minimizar la oposición de la Iglesia de Escocia, se fijó una cláusula para asegurar al clero presbiteriano. El tratado en general fue aprobado el 16 de enero de 1707 por una mayoría de 110 votos contra 67.
El triunfo de los unionistas en el Parlamento de Escocia debe ser atribuido más a la falta de cohesión, debilidad y desidia entre las facciones contrarias a la unificación. Los votos combinados del partido de la Corte (a favor del Acta) apoyados por los votos del Squadrone Volante (‘escuadrón volador’) fueron suficientes para conseguir la aprobación final de la ley. Muchos de ellos habían invertido fuertes sumas de dinero en la aventura colonial y tenían la esperanza de recibir una compensación por sus pérdidas. El artículo 15 del tratado aseguraba más de 398 000 libras esterlinas para que los escoceses respondieran por la deuda pública. En esencia, este dinero fue utilizado en parte para compensar a los inversores del Darién.
El soborno tampoco estuvo de lado, al igual que la persuasión financiera. Cerca de 20 000 libras fueron entregadas al barón de Glasgow para ser distribuidas entre los parlamentarios. El comisionado parlamentario de la reina Ana recibió 12 325 libras, la mayor parte del fondo. De este monto gran parte se utilizó para el pago de espías y agentes provocadores.
Parte de la normativa aprobada establecía el envío de miembros del linaje escocés a la Cámara de los Lores como Lores Representantes. Por otro lado, la Iglesia de Escocia permanecería sin cambios, al igual que la Corte Superior que seguiría como tribunal superior, hasta el día de hoy. También se reconocía el Acta de Establecimiento como norma sucesoria, con su prohibición a los católicos de acceder al trono. Asimismo se estableció la unión aduanera y monetaria. De esta forma Escocia retuvo su independencia en materia legal, religiosa y educativa.

### Inglaterra

Bandera del reino de Inglaterra.

La tramitación en el Palacio de Westminster fue mucho más tranquila que en Escocia. El Parlamento se encontraba dominado por la facción whig que apoyaba el establecimiento de la casa de Hannover. Por su parte, las objeciones de los tories fueron más contra la unión masiva con un país predominantemente presbiteriano, siendo que Inglaterra era mayoritariamente anglicana. Pese a esto, la cláusula que aseguraba la religión en Escocia había sido aprobada previa y especialmente para proseguir en los pasos de la unión.

## Repercusiones
Los efectos principales fueron dos:

La primera bandera de la Unión.

La versión escocesa de la Bandera. Se utilizó hasta la unión con Irlanda.

- Primero: crear un nuevo país, conocido en adelante con el nombre de Reino de Gran Bretaña (que ya era utilizado intermitentemente desde la Unión de las Coronas en 1603)
- Segundo: disolver los parlamentos nacionales y establecer un Parlamento de Gran Bretaña, que funcionó en el Palacio de Westminster.

El Acta de Unión nunca fue popular en Escocia. Al contrario, la mayor parte de la población se oponía a ella, y se enviaron reiteradas peticiones en contra al Parlamento. El día de su aprobación se efectuaron protestas masivas en contra de la ley en Edimburgo y otros pueblos y ciudades, además de escenas de desobediencia civil que fueron respondidas con la imposición de la ley marcial. El jacobita George Lockhart, el único miembro de la comisión negociadora escocesa que era contrario a la unión, señaló que «toda la nación parece contraria a la unión». Incluso el prounionista John Clerk fue del parecer que el tratado era contrario a la opinión de tres cuartas partes de los escoceses. El periodista y espía inglés Daniel Defoe informó a Londres sobre la gravedad y violencia de las protestas contra el tratado. Señaló también que «por cada escocés a favor había 99 en contra». La opinión pública le fue reacia desde todo punto de vista, enviando mensajes desde las parroquias, capillas y aldeas. La Convención de aldeas reales también protestó. Finalmente ninguna moción de apoyo al tratado llegó al Parlamento.

## Efectos posteriores
Para consuelo de los opositores de la unión, el prometido «milagro económico» no llegó pronto. La unión aduanera impuso nuevas cargas tributarias a la economía de Escocia, mientras que se aprobaron pese a su oposición impuestos específicos, como el de la malta. La eliminación del Consejo Privado Escocés del Rey fue muy mal vista, al igual que la ampliación a Escocia de la severa ley de traición. Ante estos hechos, un par propuso la disolución de la Unión en 1713, siendo rechazada solo por cuatro votos de diferencia.
En 2014, se celebró un nuevo referéndum para la separación de Escocia, pero, una vez más, la independencia volvió a fracasar. Así, la unión se mantiene vigente a día de hoy.